# 印度—列支敦士登关系
印度-列支敦士登关系是指印度与列支敦士登之间存在的国际关系。印度驻瑞士伯尔尼大使馆同时负责针对列支敦士登的外交事务。列支敦士登在新德里设有一个荣誉领事馆。根据1919年列支敦士登和瑞士之间的一项协议，瑞士的大使和外交使团被授权代表列支敦士登出席其他国家和外交场合，除非列支敦士登选择派遣自己的大使。瑞士在新德里设有大使馆，在孟买设有领事馆。

## 历史
印度和列支敦士登于1992-1993年建立外交关系。
2010年11月14日至20日，阿洛伊斯王子和索菲王储妃在外交部长等11人代表团的陪同下访问了印度。这是两国首次高层互访。几年前，汉斯·亚当二世亲王曾私下访问过这个国家。阿洛伊斯会见了总统普拉蒂巴·帕蒂尔、副总统穆罕默德·哈米德·安萨里、财政部长普拉纳布·慕克吉、国大党主席索尼娅·甘地、反对党领袖蘇什瑪·斯瓦拉傑和外交国务部长普雷尼特·考爾。列支敦士登代表团还参观了在德里举行的印度国际贸易博览会。阿洛伊斯还前往孟买，会见了马哈拉施特拉邦邦长桑卡拉那拉亞南。
阿洛伊斯王储和漢斯·亞當二世亲王于2013年10月13-19日访问了印度，与总部位于古爾岡的萨凡纳种子私人有限公司举行了商务会议。2016年4月18日至19日，外交国务部长維傑·庫馬爾·辛格成为首位访问列支敦士登的印度部长。2016年4月18日，他与副总理兼内政、司法和经济事务部长托马斯·茨维费尔霍费尔和外交、教育和文化事务部长奥雷里亚·弗里克举行了双边会谈。辛格还于4月19日在瓦杜兹城堡会见了阿洛伊斯王子。

## 经济关系
印度和列支敦士登之间的双边贸易在2008-2009年达到500万美元的峰值，但在接下来的几年中大幅下降。2008-2009年，列支敦士登从印度进口了492万美元（主要是谷物、玻璃、电机和设备），这推动了两国的贸易。2015-2016年，两国贸易总额为200万美元，比上一财年增长了47%。印度向列支敦士登出口了价值82万美元的商品，进口了118万美元。印度出口到列支敦士登的主要商品有金属合金、石材、机床、机械密封、印度香米和石油产品。印度从列支敦士登进口的主要商品有机械设备和零件、电机和设备、模具颜料和其他着色产品、玻璃和玻璃器皿、铝制和其他基本金属制品以及医疗、外科和其他精密仪器。
列支敦士登金融情报组为建立印度金融情报组提供了支持，并支持后者于2007年加入艾格蒙聯盟。2012年1月，印度开始与列支敦士登为成员的 欧洲自由贸易联盟进行贸易和投资协定谈判。
2008年，德国税务当局向印度政府提供了列支敦士登LGT银行26名印度账户持有人的姓名。经过调查，印度政府于2010年12月10日通知最高法院，所得税部门发现18名账户持有人通过在他们的LGT银行账户中存款4.38亿卢比 (680.68万美元)来逃税。所得税部门向18个账户持有人开出了4.38亿卢比 (680.68万美元)的罚款。2011年7月4日，最高法院命令政府向公众披露所有26个账户持有人的姓名。政府试图阻止最高法院的命令，但最终披露了18名在2014年4月29日被罚款的账户持有人的姓名。然而，政府拒绝透露其余8名账户持有者的姓名，这些人没有受到任何处罚。
2013年3月28日，印度和列支敦士登在2013年3月28日签署了税收信息交换协议，该协议于2014年1月20日生效。2017年3月21日，财政部长亞倫·傑特利通知议会，政府已经完成了对列支敦士登银行账户持有人的调查，并评估这些账户持有人有650亿卢比 (1.01 十億)的未申报收入。

### 投资
2000年4月至2015年6月，列支敦士登对印度的外国直接投资为950万美元。有几家列支敦士登公司直接或通过子公司在印度开展业务。总部位于古尔冈的杂交水稻开发商萨凡纳种子私人有限公司成立于2010年10月，是列支敦士登LGT集团的印度子公司。LGT集团由列支敦士登皇室全资拥有。集团的慈善投资部门LGT VP也活跃在印度。LGT VP已经通过赠款、贷款或股权投资资助了印度的几个非政府组织和社会企业。
总部位于古吉拉特邦的喜利得印度私人制造有限公司是喜利得公司在印度的子公司。喜利得制造印度制造钻石切割/抛光工具和切割盘。该公司于2008年收购了印度公司钻石公司。义获嘉伟瓦登特公司通过其全资子公司义获嘉伟瓦登特公司（印度）私人有限公司在印度运营，优美科在印度也有多家子公司。欧瑞康开拓者在浦那、古尔冈、班加罗尔、坎奇普兰和詹谢普尔都有运营中心。技术公司纽特瑞克在印度拥有独家经销商网络。

## 文化关系
2011年11月16日，外交和文化部长奧雷利亞·弗里克在列支敦士登为首届印度电影节揭幕。列支敦士登印度俱乐部在印度驻伯尔尼大使馆的支持下，在外交部长弗里克的赞助下，于2016年5月17日至22日组织了“列支敦士登印度周”活动。列支敦士登的印度俱乐部还在列支敦士登组织了其他几次印度文化活动。
列支敦士登只向配偶为列支敦士登人或瑞士人的外国公民发放居留许可。因此，截至2016年12月，只有大约5名印度人居住在列支敦士登。然而，估计有50-60名印度人在列支敦士登工作，但居住在奥地利或瑞士，这两个国家的居住许可要求更简单。